# Enosandrídeos
Enosandrídeos (Oenosandridae) são uma família de insectos da ordem Lepidoptera. Os membros desta família podem ser encontrados na Austrália.

## Géneros e espécies
Alguns dos géneros e espécies são:
- Diceratucha
- Discophlebia
- Nycteropa
- Oenosandra
- Discophlebia catocalina
- Oenosandra boisduvallii